# Macroleptura quadrizona
Macroleptura quadrizona är en skalbaggsart som först beskrevs av Leon Fairmaire 1902.  Macroleptura quadrizona ingår i släktet Macroleptura och familjen långhorningar.
Artens utbredningsområde är Laos. Inga underarter finns listade i Catalogue of Life.